# Gabber Piet
Gabber Piet, pseudoniem van Piet van Dolen (27 oktober 1966), is een Nederlands zanger.

## Loopbaan
Gabber Piet had in de periode 1995-1998 enkele happy-hardcorehits, waaronder Hakke & zage en Love U Hardcore. Hij was in eerste instantie een boegbeeld binnen de gabberscene. Hij werkte als promotiemedewerker van platenlabel ID&T, dat gespecialiseerd was in hardcore en gabbermuziek. Ook was hij gastheer op raves en hij presenteerde het programma Hakkuh! bij televisiezender TMF.
Als reactie op de gabberparodie Gabbertje van de groep Hakkûhbar wilde platenmaatschappij Bunny Music een soortgelijke parodie uitbrengen, met als titel Hakke & Zage. Hiervoor werd de melodie van de beginmelodie van de kinderserie Peppi en Kokki gebruikt. Gabber Piet zong het nummer in. Doordat hij de single uitbracht bij Bunny Music en niet bij zijn werkgever ID&T, werd hij daar ontslagen.
Bovendien liet de gabberscene hem vallen, omdat het nummer kwalitatief niet kon tippen aan het werk van Hakkûhbar, die de gabberscene wel op de hak nam, maar in ieder geval een degelijke plaat met een knipoog produceerde. Gabber Piet nam daarna het album Love the Hardcore op, waarmee hij zijn imago van echte gabber probeerde te redden. Hakke & Zage stond hier als bonustrack op, inclusief verontschuldiging aan de gabberscene.

## Discografie

### Album
- 1997: Love the Hardcore

### Singles
| Single met eventuele hitnotering(en) in de Nederlandse Top 40 | Datum van verschijnen | Datum van binnenkomst | Hoogste positie | Aantal weken | Opmerkingen |
| ------------------------------------------------------------- | --------------------- | --------------------- | --------------- | ------------ | ----------- |
| Hakke & zage                                                  | 1996                  | 21-12-1996            | 2               | 11           |             |
| Love U Hardcore                                               | 1997                  | 19-4-1997             | 16              | 6            |             |